# João Correia Mateus
João António Correia Mateus (Condeixa-a-Nova, 20 de setembro de 1857 — Leiria, 22 de agosto de 1928) foi um advogado, professor e político português.

## Biografia
Estudou Teologia, no Seminário Diocesano de Coimbra, onde foi ordenado presbítero, e licenciou-se em Direito, pela Universidade de Coimbra.
Dedicou-se à advocacia e, posteriormente, à magistratura, fazendo ainda carreira como professor do ensino liceal. Nomeado professor do Liceu Nacional de Leiria, em 1890, seria depois reitor desse Liceu. Foi posteriormente fundador do Colégio Dr. Correia Mateus, que funcionou num edifício da Rua de Alcobaça, contíguo à Casa de Saúde de Leiria, e teve extensões em Porto de Mós e Alcobaça. Foi também diretor do jornal Povo de Leiria.
Correia Mateus exerceu diversos cargos de natureza pública e administrativa — presidente da Associação Protectora dos Pobres, presidente da Comissão dos Exames dos Candidatos ao Magistério Primário e membro da Sociedade de Instrução Militar Preparatória.
Presidente da Câmara Municipal de Leiria, foi o último presidente dessa autarquia em Monarquia, entre 3 de dezembro de 1908 a 6 de outubro de 1910, vindo a exercer tais funções por mais duas vezes: 8 de Janeiro de 1914 a 31 de Dezembro de 1917 e de 16 de Fevereiro de 1919 a 7 de Janeiro de 1923. Exerceu, ainda, o cargo de Governador Civil do Distrito de Leiria.
Amigo de Bernardino Machado, iniciando por este na Maçonaria, Correia Mateus foi convidado para fazer do governo, quando Machado foi Presidente do Ministério, mas terá recusado, para continuar como Presidente da Câmara. Enquanto Presidente da Câmara Municipal de Leiria foi por ele que passou a construção dos atuais Paços de Concelho, de autoria de Ernesto Korrodi, a instalação eléctrica, a construção do antigo matadouro, assim como os primeiros trabalhos de canalização de águas em Leiria, elaborados por José Theriaga.